# Nehoiu
Nehoiu (udtale:neˈhoju) er en by i distriktet Buzău i Muntenien, Rumænien, med 9.464 (2021) indbyggere. Byen har haft et savværk siden begyndelsen af det 20. århundrede og træbearbejdninger det vigtigste lokale erhverv. Den blev officielt en by i 1989.
Byen administrerer ni landsbyer: Bâsca Rozilei, Chirlești, Curmătura, Lunca Priporului, Mlăjet, Nehoiașu, Păltineni, Stănila og Vinețișu.
Nehoiu ligger i den nordvestlige del af området, 72 km fra distriktets hovedsæde, Buzău. Den ligger i et kuperet område ved den sydligste del af de Østlige Karpater, på bredden af Buzău-floden.
Byen er gennemskåret af nationalvej DN10, som krydser Karpaterne og forbinder Buzău med Brașov. Togstationen i Nehoiașu er endestation for CFR Linje 504, som starter i Buzău.

## Historie
Nehoiu blev første gang nævnt i et dokument i 1549. Landsbyen lå ved en vigtig vej til et bjergpas over Karpaterne (fra Brașov til Brăila). Indbyggerne var hovedsagelig beskæftiget med træudvinding i de omkringliggende bjerge. I det 20. århundrede udviklede Nehoiu sig til et lokalt centrum; i 1989 blev stedet erklæret for en by. Den økonomiske omvæltning efter Revolutionen i 1989 førte til tab af mange arbejdspladser, hvilket medførte at mange indbyggere flyttede. I 2001 blev byen erklæret for "ugunstigt stillet område" af det rumænske parlament. De vigtigste erhverv er fortsat skovbrug og træforarbejdning.